# Euphaea lara
Euphaea lara là loài chuồn chuồn trong họ Euphaeidae (Epallagidae). Loài này được Krüger mô tả khoa học đầu tiên năm 1898.